# Suicide Notes and Butterfly Kisses
Suicide Notes and Butterfly Kisses es el álbum debut de la banda americana de metalcore, Atreyu, fue lanzado a la venta el 4 de junio de 2002, bajo la firma discográfica Victory Records. El álbum contiene versiones re-trabajadas de las canciones "Living Each Day Like You're Already Dead," "Someone's Standing on My Chest" y "Tulips are Better", que originalmente aparecieron en el álbum EP del 2001 Fractures in the Facade of Your Porcelain Beauty. "Ain't Love Grand" y "Lip Gloss and Black", fueron lanzados como sencillos y videos musicales que también hicieron para estas dos canciones.
El álbum ha vendido más de 240,000 copias en todo el mundo.

## Sencillos
1. "Ain't Love Grand" – 3:43
2. "Lip Gloss and Black" – 5:04

## Lista de canciones
Todas las canciones escritas y compuestas por Atreyu. 
| N.º | Título                                     | Duración |  |
| 1.  | «A Song for the Optimists»                 | 4:39     |  |
| 2.  | «Dilated»                                  | 3:35     |  |
| 3.  | «Ain't Love Grand»                         | 3:43     |  |
| 4.  | «Living Each Day Like You're Already Dead» | 2:45     |  |
| 5.  | «Deanne the Arsonist»                      | 3:42     |  |
| 6.  | «Someone's Standing on My Chest»           | 4:09     |  |
| 7.  | «At Least I Know I'm a Sinner»             | 3:22     |  |
| 8.  | «Tulips Are Better»                        | 3:32     |  |
| 9.  | «A Vampire's Lament»                       | 3:20     |  |
| 10. | «Lip Gloss and Black»                      | 5:04     |  |

## Edición limitada de relanzamiento
El 23 de febrero, Victory Records relanzó Suicide Notes and Butterfly Kisses como una "edición limitada" con nuevas notas de la banda. La nueva versión del álbum incluye un DVD de regalo. El DVD incluye un concierto en vivo con 6 canciones en el Showcase Theatre, en Corona, California el 27 de diciembre de 2003. También incluye 2 videos musicales de los sencillos "Ain't Love Grand" y "Lip Gloss and Black", además de un documental que echa un vistazo a las casas de los miembros de la banda, y un documental biográfico sobre los miembros de la banda y el grupo. De la siguiente manera:
1. "Deanne the Arsonist" (En vivo)
2. "Someone's Standing on My Chest" (En vivo)
3. "Ain't Love Grand" (En Vivo)
4. "A Song for the Optimists" (En vivo)
5. "Dilated" (En vivo)
6. "Lip Gloss and Black" (En vivo)
7. "Ain't Love Grand" (Video musical)
8. "Lip Gloss and Black" (Video musical)
9. Documental
10. Biografías

Solamente se lanzaron a la venta 13,000 copias de la edición limitada.

## Miembros
- Alex Varkatzas: Vocales
- Marc McKnight: Bajo
- Brandon Saller: Batería y vocales
- Travis Miguel: Guitarra
- Dan Jacobs: Guitarra